# Django Django
Django Django es una banda británica de rock fundada en Londres en 2009. Han sacado cuatro álbumes de estudio, que son su álbum homónimo Django Django en 2012, Born Under Saturn en 2015, Marble Skies en 2018 y Glowing in the Dark en 2021.

## Historia

### Formación
El cuarteto se encontró en la escuela de arte de la Universidad de Edimburgo en Escocia y fundaron Django Django en Londres en 2009.
Maclean y Grace son escoceses, Neff es originario de Irlanda del Norte y Dixon de Yorkshire.

### Django Django
El 30 de enero de 2012, Because Music publicó el primer álbum de la banda Django Django. El álbum incluyó los sencillos previamente publicados Waveforms y Default. El álbum ocupó el trigésimo tercer lugar en el UK Albums Chart la primera semana tras su publicación. Ese mismo año, fue nominado para el Premio Mercury. La canción Hail Bop fue incluida en el juego FIFA 13 de EA Sports y Waveforms en el juego de Rockstar Games Grand Theft Auto V. El álbum fue criticado positivamente y estuvo incluido en las listas anuales tanto de la revista norteamericana Rolling Stone como del New Musical Express. Maclean dijo posteriormente que "esperaban que fuere un álbum no tan conocido y que solo vendería unos cuantos cientos de copias".

### Born Under Saturn
El 4 de mayo de 2015, la banda publicó su segundo álbum de estudio Born Under Saturn. La canción Shake and Tremble fue incluida por Ghost Games en el juego de EA Need for Speed del 2015.

### Marble Skies
El tercer álbum de la banda fue publicado el 26 de enero de 2018. La canción Tic Tac Toe fue incluida en el juego FIFA 18 de EA Sports.

### Glowing in the Dark
La banda anunció su cuarto álbum de estudio Glowing in the Dark el 12 de noviembre de 2020 y fue publicado el 12 de febrero de 2021. El álbum incluye trece canciones entre las cuales están su sencillo Spirals del 2020 y una colaboración con la vocalista británico-francesa Charlotte Gainsbourg (Waking up).

## Discografía

### Álbumes de estudio
| Django Django                                                                            | - Publicado: 30 de enero de 2012 - Discográficas: Because Music, Ribbon Music - Formatos: CD, LP, descarga digital | 33 | 60 | 26 | 68 | 63 | 43  | 26 | —  | 13 | - Reino Unido: Plata - Francia: Platino |
| Born Under Saturn                                                                        | - Publicado: 4 de mayo de 2015 - Discográficas: Because Music, Ribbon Music - Formato: CD, LP, descarga digital    | 15 | 56 | 55 | 34 | 31 | 60  | 11 | 57 | 9  |                                         |
| Marble Skies                                                                             | - Publicado: 26 de enero de 2018 - Discográficas: Because Music, Ribbon Music - Formato: CD, LP, descarga digital  | 20 | —  | 95 | 66 | —  | 120 | 12 | —  | 19 |                                         |
| Glowing in the dark                                                                      | - Publicado: 12 de febrero de 2021 - Discográficas: Because Music - Formato: CD, LP, descarga digital              | 68 | —  | —  | —  | —  | —   | —  | 81 | —  |                                         |
| Un "—" significa que el título no se posicionó o que no fue publicado en ese territorio. | |    |    |    |    |    |     |    |    |    |                                         |

### Álbumes deremix
| Título                          | Detalles                                                                                                |
| ------------------------------- | --- |
| Hi Djinx! Django Django Remixed | - Publicado: 17 de diciembre de 2012 - Discográficas: Because Music - Formato: CD, LP, descarga digital |

### Sencillos
| Año  | Sencillo          | Posicionamiento más alto | Posicionamiento más alto | Posicionamiento más alto | Posicionamiento más alto | Posicionamiento más alto | Posicionamiento más alto | Posicionamiento más alto | Álbum                           |
| Año  | Sencillo          | UK                       | AUS                      | BEL                      | FRA                      | JPN                      | MEX                      | NED                      | Álbum                           |
| ---- | ----------------- | ------------------------ | ------------------------ | ------------------------ | ------------------------ | ------------------------ | ------------------------ | ------------------------ | ------------------------------- |
| 2009 | Storm/Love's Dart | —                        | —                        | 105                      | —                        | —                        | —                        | —                        | Django Django                   |
| 2010 | WOR               | 68                       | —                        | —                        | —                        | —                        | —                        | —                        | Django Django                   |
| 2011 | Waveforms         | 45                       | —                        | —                        | —                        | —                        | —                        | —                        | Django Django                   |
| 2012 | Default           | 49                       | 100                      | 22                       | —                        | 97                       | —                        | 71                       | Django Django                   |
| 2012 | Hail Bop          | —                        | —                        | 134                      | —                        | —                        | 49                       | —                        | Django Django                   |
| 2012 | Storm             | 12                       | —                        | —                        | —                        | —                        | —                        | —                        | Django Django                   |
| 2012 | Life's a Beach    | —                        | —                        | —                        | —                        | —                        | 43                       | —                        | Django Django                   |
| 2014 | Porpoise Song     | 49                       | —                        | —                        | —                        | —                        | —                        | —                        | Late Night Tales: Django Django |
| 2015 | First Light       | 7                        | —                        | 102                      | 172                      | —                        | 36                       | —                        | Born Under Saturn               |
| 2015 | Reflections       | —                        | —                        | 135                      | —                        | —                        | —                        | —                        | Born Under Saturn               |
| 2015 | Beginning to Fade | 42                       | —                        | —                        | —                        | —                        | —                        | —                        | Born Under Saturn               |
| 2015 | Shake and Tremble | —                        | —                        | —                        | —                        | —                        | 40                       | —                        | Born Under Saturn               |
| 2017 | Tic Tac Toe       | —                        | —                        | —                        | —                        | —                        | —                        | —                        | Marble Skies                    |
| 2017 | In Your Beat      | 56                       | —                        | —                        | —                        | —                        | 44                       | —                        | Marble Skies                    |
| 2020 | Spirals           | 27                       | —                        | —                        | —                        | —                        | —                        | —                        | Glowing in the Dark             |

### Otros títulos posicionados
| Año  | Sencillo   | Posicionamiento más alto | Álbum             |
| Año  | Sencillo   | MEX                      | Álbum             |
| ---- | ---------- | ------------------------ | ----------------- |
| 2016 | 4000 Years | 42                       | Born Under Saturn |